# Alba de Cerrato
Alba de Cerrato település Spanyolországban, Palencia tartományban. Alba de Cerrato Villafuerte de Esgueva, Esguevillas de Esgueva, Población de Cerrato, Cevico de la Torre, Vertavillo és Amusquillo községekkel határos. Lakosainak száma 82 fő (2024).

## Népesség
A település népessége az elmúlt években az alábbi módon változott:
| Lakosok száma | 100  | 99   | 102  | 92   | 87   | 87   | 87   | 87   | 79   | 82   |
|               | 2001 | 2004 | 2007 | 2009 | 2012 | 2014 | 2017 | 2019 | 2022 | 2024 |